# Учасники російсько-української війни О
Учасники російсько-української війни, прізвища яких починаються з літери О:
1. Обертій Микола Григорович
2. Обертюх Олександр Миколайович
3. Об'єдко Олександр Віталійович
4. Обивзенко Максим Ігорович
5. Обідіна Вікторія Вікторівна
6. Обидєнніков Ярослав Миколайович
7. Обласов Ілля Сергійович
8. Обломей Семен Олександрович
9. Ободенко Володимир Володимирович
10. Оболєнський Ігор Георгійович
11. Оболєнцев Віктор Миколайович
12. Оболоник Ілля Іванович
13. Обратенко Олексій Олександрович
14. Обухівський Олег Васильович
15. Обуховський Микола Миколайович
16. Обуховський Олександр Вікторович
17. Оверін Сергій Ігорович
18. Оверченко Дмитро Олександрович
19. Оверчук Дмитро Русланович
20. Оверчук Юрій Петрович[1]
21. Овечко Тарас[2]
22. Оврашко Сергій Миколайович
23. Овсієнко Євгеній Русланович
24. Овсієнко Олег Іванович
25. Овсійчук Андрій Петрович
26. Овчар Іван Володимирович
27. Овчар Олександр Миколайович
28. Овчаренко Віталій Віталійович
29. Овчаренко Володимир Юрійович
30. Овчаренко Олександр Григорович
31. Овчарук Володимир Борисович
32. Овчарук Максим Валерійович
33. Овчінніков Станіслав Вікторович
34. Оганесян Алік
35. Оганян Татул Гегамович
36. Огір Андрій Георгійович
37. Огірок Василь Михайлович
38. Огнівенко Олег Володимирович
39. Огородник Сергій Олександрович
40. Огородников Максим Ігорович
41. Огороднік Олександр Олександрович
42. Огороднік Роман Валерійович
43. Огороднічук Олег Федорович
44. Огула Даніїл Юрійович
45. Одарік Сергій Сергійович
46. Одарченко Ярослав Сергійович
47. Одноволик Олексій Сергійович
48. Одуд Вадим Миколайович
49. Одуд Ігор Володимирович
50. Одуха Андрій Миколайович
51. Ожаревський Сергій Володимирович
52. Ожійов Костянтин Петрович
53. Ожогін Віктор Іванович
54. Озеранчук Леонід Вікторович
55. Озеров Максим Петрович
56. Озеров Микола Володимирович
57. Озіренський Іван Богданович
58. Озірний Вадим Борисович
59. Ознамець Володимир Володимирович
60. Оксентюк Олександр Васильович
61. Оксентюк Наталія Андріївна
62. Олексюк Дмитро Михайлович
63. Окруашвілі Іраклій
64. Оксентюк Олександр Васильович
65. Окунський Олександр Степанович
66. Окуско Олександр Михайлович
67. Оларь Дмитро Вікторович
68. Олейников Андрій Іванович
69. Олейніков Роман Вікторович
70. Олексин Роман Юрійович
71. Олексенко Євген Євгенович
72. Олексієнко Артем Андрійович
73. Олексієнко Денис Сергійович
74. Олексієнко Леонід Михайлович
75. Олексієнко Сергій Олександрович
76. Олексіїв Михайло Артурович
77. Олексійчук Богдан Віталійович
78. Олексюк Ігор Петрович
79. Олексюк Максим Вікторович
80. Олексюк Юрій Сергійович
81. Олесик Олег Вікторович
82. Олесюк Сергій Леонідович
83. Олефір Олександр Павлович
84. Олефіренко Євген Валерійович
85. Олефіренко Юрій Борисович
86. Олех Микола Григорович
87. Олешко Віталій Ігорович
88. Олешний Володимир Петрович
89. Олещук Микола Миколайович
90. Олива Олег Русланович
91. Олійник Анатолій Анатолійович
92. Олійник Анатолій Вікторович
93. Олійник Анатолій Сергійович
94. Олійник Андрій Вікторович
95. Олійник Артем Олександрович
96. Олійник Богдан Олегович
97. Олійник Богдан Олександрович
98. Олійник Віталій Іванович
99. Олійник Віталій Олександрович
100. Олійник Віталій Петрович
101. Олійник Володимир Володимирович
102. Олійник Володимир Сергійович
103. Олійник Володимир Юрійович
104. Олійник Дмитро Олегович
105. Олійник Іван Анатолійович
106. Олійник Іван Миколайович
107. Олійник Іван[3]
108. Олійник Костянтин Михайлович
109. Олійник Максим В'ячеславович
110. Олійник Олександр Володимирович
111. Олійник Олександр Іванович
112. Олійник Олександр Миколайович (військовик)
113. Олійник Олександр Олександрович
114. Олійник Павло Вікторович
115. Олійник Радомир Іванович
116. Олійник Сава Євгенович
117. Олійник Юрій Богданович
118. Олійник Юрій Васильович[4]
119. Олійник Юрій Михайлович
120. Олійник Ярослав Олегович
121. Олійник Ярослав Олексійович
122. Олійников Максим Олександрович[5]
123. Олійников Максим Романович
124. Олійчук Сергій Сергійович
125. Оліферук Володимир Миколайович
126. Оліферчук Михайло Іванович
127. Оліферчук Юрій Леонтійович
128. Олішевський Віктор[6]
129. Оловаренко Олександр Віталійович
130. Олощук Георгій Олександрович
131. Олсен Анна Олександрівна
132. Ольховик Дмитро Сергійович
133. Ольховський Андрій Олексійович
134. Ольховський Володимир Миколайович[7]
135. Ольховський Георгій Сергійович
136. Ольшанський Андрій Віталійович
137. Ольшанський Анатолій Віталійович
138. Ольшицький Вадим Петрович
139. Омельченко Віталій Миколайович
140. Омельченко Данило Тихонович
141. Омельченко Роман Миколайович
142. Омельченко Роман Петрович
143. Омельчук Антон Антонович
144. Омельчук Данило Антонович
145. Омельчук Олександр Олександрович
146. Омельчук Ольга Іванівна
147. Омеляненко Роман Володимирович
148. Омельяненко Сергій Миколайович
149. Омелянчук Арсен Вячеславович
150. Омелянчук Володимир Леонідович[8]
151. Омелянюк Андрій Васильович
152. Омесь Андрій Миколайович
153. Онєгін Сергій Євгенович[9]
154. Онисик Роман Євгенович
155. Онисько Віктор Петрович
156. Онищак Володимир Григорович
157. Онищенко Валентин Анатолійович
158. Онищенко Віталій Олександрович
159. Онищенко Олексій Михайлович
160. Онищенко Сергій Віталійович[10]
161. Онищенко Сергій Петрович
162. Онищук Петро Леонідович
163. Онищук Петро Павлович
164. Онікієнко Олег Олександрович
165. Оністрат Остап Андрійович
166. Оніщенко Роман Миколайович
167. Оніщук Сергій Анатолійович
168. Оніщук Юрій Васильович
169. Оніщук Юрій Віталійович
170. Онойко Віталій Віталійович
171. Онопрієнко Віталій Сергійович
172. Онопрієнко Володимир Володимирович
173. Онопрієнко Олександр Валерійович
174. Онопрієнко Сергій Павлович
175. Онопченко В'ячеслав Адольфович
176. Онофрейчук Віталій Георгійович
177. Оношенко Сергій Петрович
178. Онушко Володимир Володимирович
179. Онушко Сергій Олексійович
180. Ончуров Сергій Олександрович
181. Онятицький Володимир Васильович
182. Опалько Тарас Юрійович
183. Опанасенко Валентин Леонідович
184. Опанасенко Володимир[11]
185. Опанасюк Віктор Миколайович
186. Опашко Станіслав Сергійович
187. Оранський Микола Романович
188. Органістий Віталій Петрович
189. Орел Тимофій Романович
190. Ординський Леонід Іванович
191. Оринко Ігор Сергійович
192. Орищенко Роман Михайлович
193. Орищенко Юрій Васильович
194. Орендовський Віктор Михайлович
195. Орещенко Дмитро Вікторович
196. Орехівський Микола Борисович
197. Оржехівський Михайло Петрович
198. Оринчин Андрій Романович
199. Оріхівський Олексій Володимирович
200. Орлевич Ігор Ярославович
201. Орлик Олександр Іванович[12]
202. Орлов Андрій Ігорович
203. Орлов Володимир Михайлович
204. Орлов Євген Володимирович
205. Орлов Максим Вячеславович
206. Орлов Петро Вікторович
207. Орлов Олег Євгенович
208. Орлов Олег Олександрович
209. Орлов Олег Юрійович
210. Орлов Сергій Володимирович[13]
211. Орловський Олександр Миколайович
212. Орлов Микита Олександрович[10]
213. Орлов Олександр Олександрович
214. Орловський Петро Орестович
215. Орловський Ростислав Русланович
216. Орляк Олександр Володимирович
217. Оросі Емануель Васильович
218. Осадко Олександр Остапович
219. Осадца Петро Васильович
220. Осадчий Віталій Володимирович
221. Осадчий Дмитро Олександрович
222. Осадчий Костянтин Володимирович
223. Осадчий Олександр Станіславович
224. Осадчук Станіслав Васильович
225. Осадчук Юрій Вікторович
226. Осауленко Станіслав Олександрович
227. Осауленко Юрій Володимирович
228. Осаулко Юрій Леонідович
229. Осецький Віктор Олександрович
230. Осецький Руслан Зигмундович
231. Осецький Петро Михайлович
232. Осика Олег Васильович
233. Осипенко Володимир Олексійович
234. Осипенко Олексій Леонідович
235. Осипенко Юрій Степанович
236. Осипов Микола Іванович
237. Осипов Олександр Сергійович
238. Осипков Євген Вікторович
239. Осипчук Василь Миколайович
240. Осиф Михайло Іванович
241. Осієвський Євгеній Євгенович
242. Осійчук Дмитро[14]
243. Ослюк Максим Ігорович
244. Осмаєв Адам Асланбекович
245. Осмаковська Марина Іванівна
246. Основа Олександр Володимирович
247. Основа Олег Олександрович
248. Особа Василь Васильович[15]
249. Особливець Сергій Анатолійович
250. Особливець Станіслав Анатолійович
251. Остальський Руслан Петрович[16]
252. Остальцев Леонід Валерійович
253. Остап'юк Петро Володимирович
254. Остапенко Богдан Юрійович
255. Остапенко Владислав Станіславович
256. Остапенко Володимир Сергійович (військовик)
257. Остапенко Дмитро Костянтинович
258. Остапенко Ігор Вікторович
259. Остапенко Ігор Володимирович
260. Остапенко Ілля Володимирович
261. Остапенко Олег Володимирович
262. Остапенко Олег Юрійович
263. Остапенко Олександр Миколайович
264. Остапенко Сергій Миколайович
265. Остапець Олег Миколайович
266. Остапів Роман Богданович
267. Остапчук Василь Васильович
268. Остапчук Віктор Миколайович
269. Остапчук Петро Анатолійович
270. Остапчук Руслан Васильович
271. Остапчук Сергій Валерійович
272. Остапчук Сергій Васильович
273. Остапчук Сергій Юрійович
274. Остапчук Ярослав Олександрович
275. Осташ Руслан Іванович
276. Осташевський Олексій Сергійович
277. Остимчук Ігор Васильович
278. Островський Олександр Олександрович
279. Острожнюк Олександр Петрович
280. Остроушко Денис Валерійович
281. Остроушко Олег Іванович
282. Остяк Василь Володимирович
283. Остяк Віталій Юрійович
284. Остяк Максим Анатолійович
285. Отінов Максим Леонідович
286. Откідич Володимир Сергійович
287. Отрєп'єв Олександр Сергійович
288. Отрішко В'ячеслав Миколайович
289. Отрох Олександр Анатолійович
290. Отрошко Іван Іванович
291. Отрощенко Андрій Володимирович
292. Отрощенко Володимир Павлович
293. Отрощенко Олексій Петрович
294. Отруба Юрій Сергійович
295. Охмак Іван Миколайович
296. Охотницький Олександр Анатолійович
297. Охремчук Кирило Олександрович
298. Охріменко Борис Григорович
299. Охріменко Віталій Володимирович
300. Охріменко Денис Григорович
301. Охріменко Микола Іванович
302. Охріменко Олександр Вікторович
303. Охріменко Олександр Петрович
304. Охремчук Кирило[17]
305. Оцабера Олександр Аркадійович
306. Оцел Олександр Олександрович
307. Оцерклевич Віктор Ярославович
308. Оцерклевич Олексій Ярославович
309. Очеретний Віталій Олександрович
310. Очеретний Максим Михайлович
311. Очеретяний Володимир Володимирович
312. Ошека Максим Петрович
313. Ошкало Валерій Миколайович
314. Ощепков Олексій Вікторович